# Ermita de San Bartolomé (Lagrán)
La ermita de San Bartolomé es una ermita ubicada en el concejo de Lagrán, perteneciente al municipio homónimo de Lagrán en Álava, España.

## Contexto
Se encuentra a poco más de un kilómetro al sur de Lagrán. La ermita se encuentra a los pies de la sierra de Cantabria. Junto a ella está el albergue municipal de San Bartolomé, un observatorio astronómico, un merendero y la fuente de San Bartolomé, uno de los nacederos del río Ega.

## Historia
Se trata de una construcción del siglo XVI que sigue siendo lugar de encuentro en las fiestas patronales de Lagrán.

## Descripción

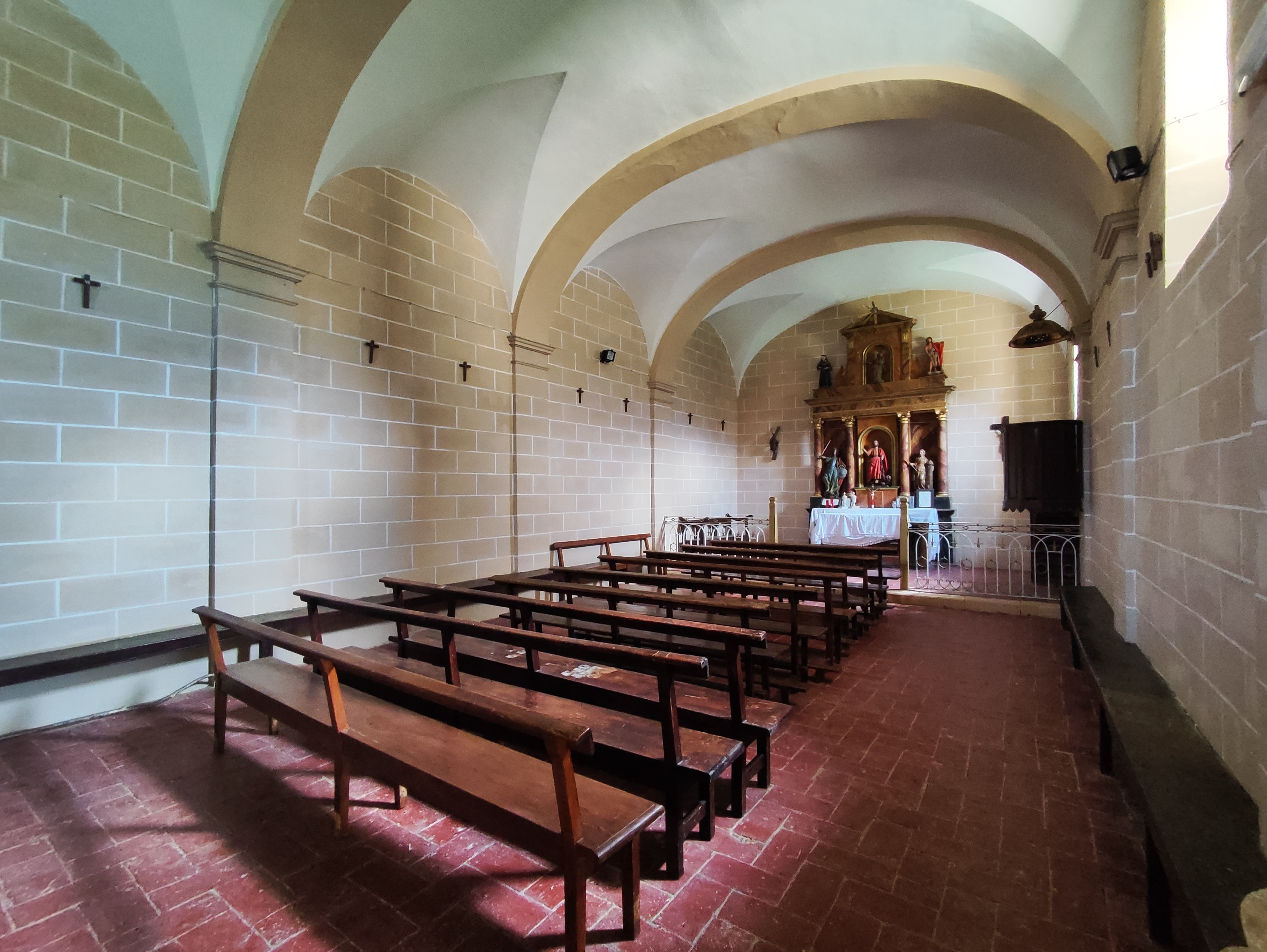
Interior de la Ermita

#### Exterior
Es una pequeña construcción pintada de blanco y en la que se ha empleado cantería en las esquinas. En la fachada se abre un arco de medio punto.

#### Interior
Cuenta con un altar y un retablo neoclásico en dorado. La imagen central es la de San Bartolomé, patrón de la villa. Las imágenes de San Miguel y San Juan, procedentes de ermitas desaparecidas. Entre éstas, y otras de la Virgen y San Antonio, debe destacarse la de Santa Bárbara, talla del siglo XVII.